# Berthe Cabra
Berthe Cabra, née Berthe Gheude le 27 juin 1864 à Bruxelles et morte le 26 janvier 1947 à Berchem, est une exploratrice belge. Elle est la première femme non africaine à avoir traversé, entre 1905 et 1906, l'Afrique longitudinalement. Cette traversée de plus de cinq mille kilomètres entre Mombasa et Boma aura duré dix-sept mois et demi.

## Biographie

### Jeunesse
Berthe Jeanne Euphrosine Wilhelmine Gheude, née le 27 juin 1864 à Bruxelles, est le fille de Jean Martin Gheude, clerc de notaire, et d'Euphrosine d'Alcantara de Contreras. Le 25 avril 1901, elle épouse Alphonse Cabra, capitaine-commandant dans l'armée belge et explorateur pour le compte de l'État indépendant du Congo. La sœur de Berthe Gheude, Hélène, s'est mariée avec Omer Coppens, artiste orientaliste, et leur fils Willy Coppens, as de l'aviation lors de la Première Guerre mondiale est ainsi le neveu de Berthe Gheude.

### Voyages en Afrique

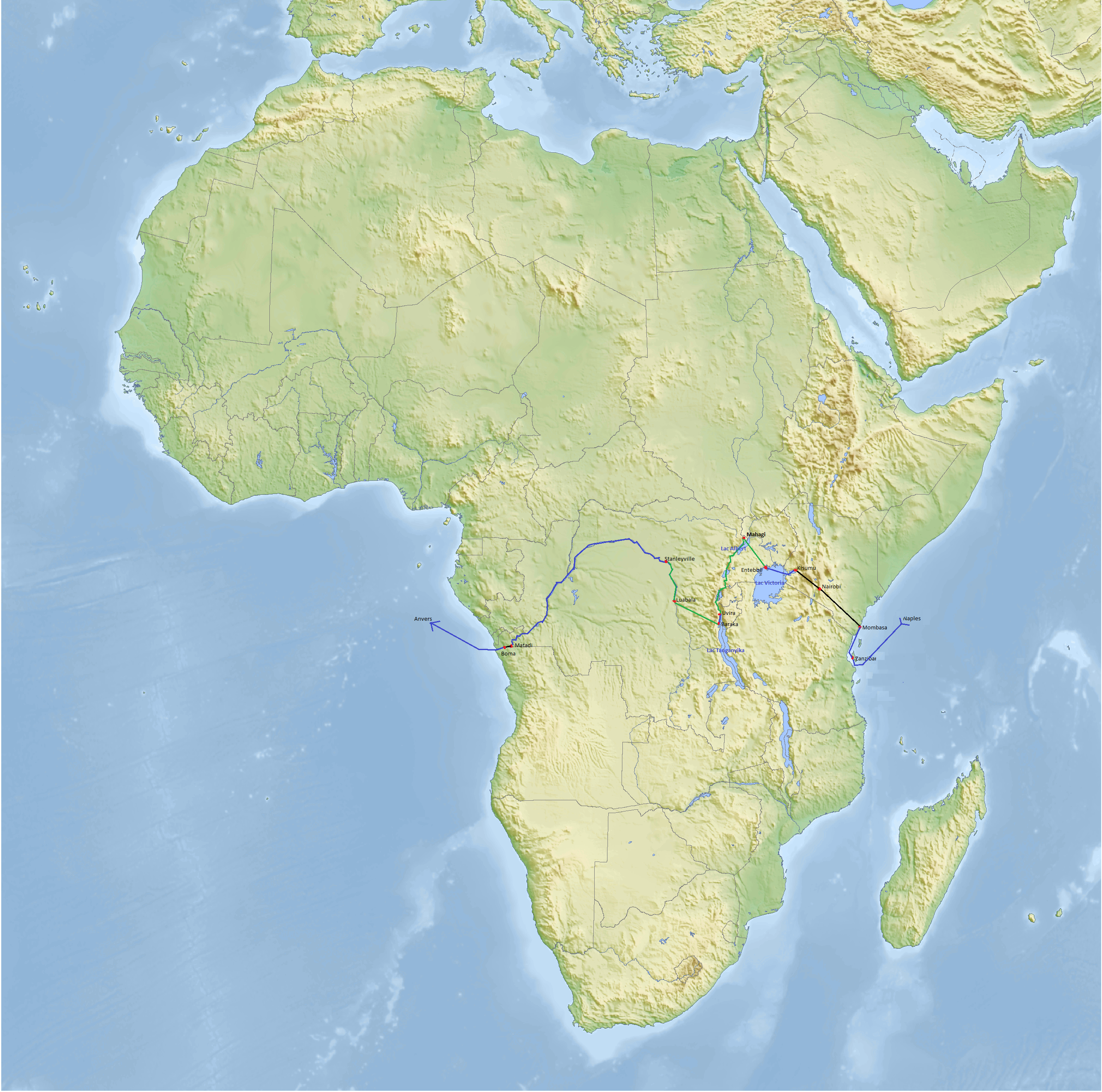
1re traversée de l'Afrique par une femme
En noir, voyage en chemin de fer.
En vert, voyage à pied ou en pirogue.
En bleu, voyage en bateau à vapeur.

#### 1903
Alors que depuis le 25 avril 1901 elle est l'épouse d'Alphonse Cabra, un capitaine-commandant du 5e de ligne de l'armée belge, elle accompagne ce dernier, le 21 mai 1903, dans un voyage en Afrique qui dure sept mois et consiste au traçage et au bornage de la frontière entre l'État indépendant du Congo et le Congo français. Elle a ainsi l'occasion de vivre dix-sept mois sous la tente.

#### 1905 à 1906
Le roi Léopold II confie à Alphonse Cabra une mission d'inspection des provinces orientales de l'État indépendant du Congo et autorise Berthe à l'accompagner malgré les réticences de son mari. La rencontrant, elle et son mari, au bal de la Cour, le roi la salue ainsi : « Bonsoir, madame l'Africaine ».
Le couple quitte Bruxelles le 10 avril 1905 et embarque à Naples le 16 avril à bord du Margraff, fait escale au Zanzibar et atteint Mombasa en Afrique orientale britannique. De là, il rejoint Kisumu en empruntant la ligne de chemin de fer achevée en 1903 par la Compagnie britannique impériale d'Afrique de l'Est puis traverse le lac Victoria jusqu'à Entebbe grâce au transbordeur britannique SS Sybil.
Le 9 juin, la caravane s'ébranle en direction de Mahagi sur le lac Albert avant de redescendre jusqu'aux lacs Tanganyika et Uvira en suivant les frontières des possessions de Léopold II. Ensuite, elle voyage, dans un premier temps, à bord de l’Alexandre Delcommune jusqu'à Baraka puis à pied ou en pirogue jusqu'à Stanleyville au pied des chutes Stanley pour, enfin, descendre le fleuve Congo en bateau à vapeur et rejoindre Matadi et Boma où il arrive en octobre 1906. La traversée du continent africain, entre Mombasa et Boma, aura duré dix-sept mois et demi.
Alors qu'Alphonse Cabra est appelé d'urgence à Uvira pour un problème de frontière entre l'État indépendant du Congo et l'Afrique orientale allemande, Berthe rentre seule en Belgique le 11 novembre 1906 à Anvers, à bord du Bruxellesville. Elle ramène dans ses malles les matériaux et les collections scientifiques amassées au cours du voyage. Cette collection fait maintenant partie intégrante des collections du musée royal de l’Afrique centrale  à Tervuren.

#### Impact médiatique
Dès son retour en Belgique, Berthe Cabra répond à de nombreuses demandes d'entrevue de journalistes et son voyage fait l'objet de la « une » de nombreux quotidiens en Belgique, au Royaume-Uni et dans l'Empire allemand.
À la demande de scientifiques ou de personnalités politiques, elle donne, également, de nombreuses conférences. Elle y décrit ses rencontres avec les populations locales (surtout avec les femmes), les animaux sauvages et relate les méfaits des maladies tropicales. Elle y prône également l'intérêt pour que les hommes, envoyés dans les « colonies », soient accompagnés par leur épouse.

### Après l'Afrique
À la suite de la nomination, en 1919, d'Alphonse au poste de gouverneur militaire de la position fortifiée d'Anvers, le couple déménage à Berchem où Berthe s'investit dans différentes associations philanthropiques anversoises. 
Elle décède le 26 janvier 1947 à Berchem et est inhumée au cimetière de Saint-Josse-ten-Noode.

## Distinctions
- Chevalière de l'ordre de Léopold (1926) ;
- Chevalière de l'ordre de la Couronne (1925) ;
- Médaille de bronze de l'ordre de l'Étoile africaine (1929).